# Pleše
Pleše (en allemand : Plasche) est une commune du district de Jindřichův Hradec, dans la région de Bohême-du-Sud, en République tchèque. Sa population s'élevait à 175 habitants en 2020.

## Géographie
Pleše se trouve à 15 km à l'ouest-nord-ouest de Jindřichův Hradec, à 35 km au nord-est de České Budějovice et à 102 km au sud-sud-est de Prague.
La commune est limitée par Záhoří et Višňová au nord, par Kardašova Řečice à l'est et au sud, et par Drahov et Újezdec à l'ouest.

## Histoire
La première mention écrite du village date de 1384.